# Dolomene
Dolomene (en grec antic: Δολομηνή, 'Dolomené') era un districte del període selèucida i romà, a la regió d'Assíria, a la zona de la capital Nínive. En parla Estrabó.